# Behnam Maleki
Behnam Maleki, né le 2 décembre 1992, est un coureur cycliste iranien.

## Palmarès et résultats

### Palmarès par année
- 2009
  - 3e du championnat d'Iran sur route juniors
- 2010
  -  Champion d'Iran sur route juniors
  - Tour of Mazandaran :
    - Classement général
    - 2e étape
- 2014
  - 3e du championnat d'Iran sur route
- 2015
  -  Champion d'Iran sur route
  - 5e étape du Tour de Singkarak

### Classements mondiaux
| Année         | 2014 |
| ------------- | ---- |
| UCI Asia Tour | 190e |